# Výtoňský silniční most
Výtoňský silniční most je označení užívané v územním plánu hlavního města Prahy pro uvažovaný silniční most přes Vltavu v Praze, mezi Výtoní na pomezí Nového Města a Vyšehradu na pravém břehu a Smíchovem na levém. Mostovka by měla být ve výškové úrovni nábřežních komunikací a uliční sítě přilehlých čtvrtí (t. j. Vnislavovy ulice a Rašínova nábřeží na pravém břehu a Hořejšího nábřeží na levém břehu). Most by byl souběžný se stávajícím železničním mostem, v územním plánu je zakreslen v prodloužení Vnislavovy ulice, tedy z území Vyšehradu na návodní straně od železničního mostu.

## Historie záměru
Regulační plán z počátku 20. století vyhradil Palackého most, s nímž byly problémy kvůli nedostatečné šířce jeho tehdejší podoby, jen pro místní dopravu, přičemž dopravní zátěž měly převzít dva sousední mosty, tedy dnešní Jiráskův a také dosud nepostavený Výtoňský.
Novodobý návrh Výtoňského mostu pochází z územní studie Pražské památkové rezervace z let 1992–1994. Postavení mostu bylo znovu navrženo například v roce 2003 (současně s mostem Zlíchov – Dvorce). V územním plánu je most definovaný jako veřejně prospěšná stavba. V územním plánu byla výstavba podmíněna dokončením Městského okruhu v úseku od Strahovského tunelu po Barrandovský most.
Městská část Praha 5 se k němu staví odmítavě, a to již v roce 2000. Praha 2 (pro přetížené Nuselské údolí) s výstavbou také nesouhlasí. Podle názorů odborných komisí by most přivedl do Pražské památkové rezervace nežádoucí tranzitní osobní i nákladní dopravu.
Uvažovalo se i o variantě, že by nový silniční most byl sloučen s novým železničním mostem. Marek Zděradička z Institutu plánování a rozvoje hl. m. Prahy v roce 2015 uvedl, že původní idea modernizace železničního mostu byla nahradit železniční most novým sdruženým mostem, který by měl dvě části - tříkolejnou železniční a dvoupruhovou silniční. Tato idea podle něj ale vzala za své s vyhlášením památkové ochrany železničního mostu.